# Gerhard Marcks

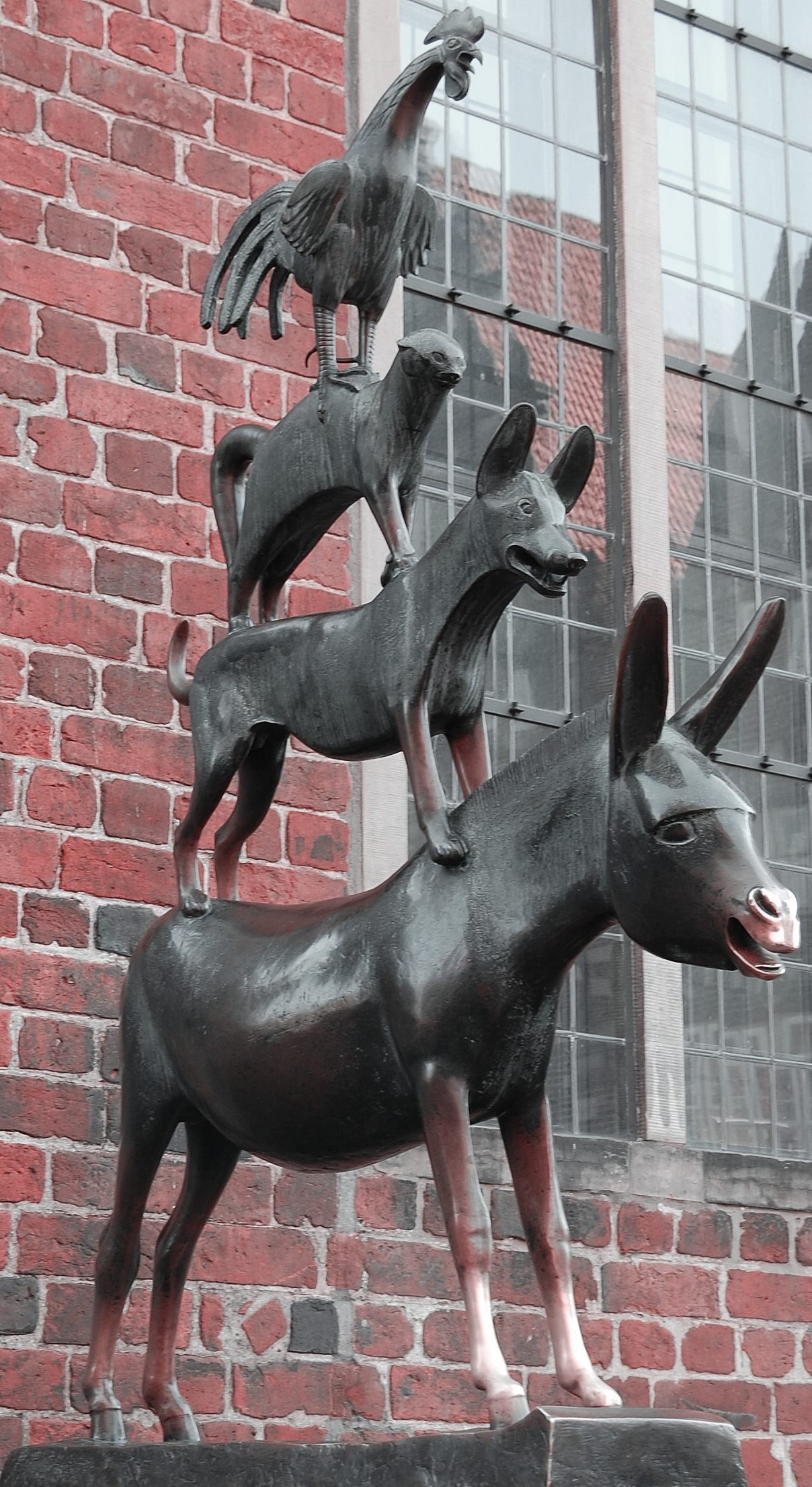
Gerhard Marcks, Muzykanci z Bremy (1951), rynek w Bremie

Gerhard Marcks (ur. 18 lutego 1889 w Berlinie, zm. 13 listopada 1981 w Burgbrohl) – niemiecki rzeźbiarz, ceramik i grafik.

## Życiorys
W latach 1907–1912 studiował u Richarda Scheibego w Berlinie, korzystał też z merytorycznego wsparcia Augusta Gaula i George’a Kolbego. W 1918 był wykładowcą w klasie rzeźby w Kunstgewerbeschule w Berlinie. W latach 1919–1925 prowadził klasę ceramiki w Bauhausie. Następnie odbył istotne dla swojej twórczości podróże artystyczne do Włoch (1925–1927) i Grecji (1928). Od 1925 wykładał w Kunsthochschule w Halle, gdzie w latał 1930–1933 był dyrektorem.
W 1933 naziści ocenili jego twórczość jako niewystarczająco zaangażowaną ideologicznie i zakazali mu wystawiania, zaś on sam uznany został za artystę zdegenerowanego; zarzucano mu nonkonformistyczną postawę, wspieranie żydowskich kolegów i przyjaźń z innymi zdegenerowanymi artystami, m.in. z Ernstem Barlachem i Käthe Kollwitz. W 1935 wyjechał na dwa lata do Włoch, gdzie mieszkał i pracował we Florencji i Rzymie. Od 1946 był wykładowcą w Hochschule für bildende Künste Hamburg w Hamburgu. W 1950 zamieszkał w Kolonii, gdzie spędził resztę życia
W 1971 w Bremie powstało Muzeum Gerharda Marcksa, w miejscu, gdzie 20 lat wcześniej ustawiono przed ratuszem jego słynną, dwumetrową rzeźbę Muzykanci z Bremy (1951). W muzeum znajduje się około 350 jego rzeźb, 900 grafik i 12 000 szkiców.
W 1952 Marcks został odznaczony cywilnym orderem Pour le Mérite za Naukę i Sztukę, a w 1979 Krzyżem Wielkim II Klasy Orderu Zasługi Republiki Federalnej Niemiec. Od 1955 był członkiem berlińskiej Akademie der Künste, od 1979 Amerykańskiej Akademii Sztuki i Literatury. Na jego cześć nazwano planetoidę 10778 Marcks.

## Twórczość
Początkowo tworzył rzeźby animalistyczne, w tym użytkowe modele porcelanowe. Później zainteresował się ekspresjonistyczną rzeźbą figuralną, zwłaszcza aktem. Po II wojnie światowej realizował liczne zamówienia na rzeźby monumentalne i pomniki, m.in. w Kolonii, Hamburgu i Mannheim. Wykonał też sześć figur ustawionych na fasadzie kościoła św. Katarzyny w Lubece (1947), stanowiących uzupełnienie niedokończonej przez Barlacha serii rzeźb.
Znaczną część jego powojennej twórczości stanowiła ekspresyjna w formie i pełna symbolicznych treści grafika (zwłaszcza drzeworyt), jak np. cykle: Orfeusz (1947), Promoteusz w okowach (1948), Hiob (1957). Zajmował się także grafiką użytkową – m.in. zaprojektował wzory medali Letnich Igrzysk Olimpijskich w Monachium (1972). W ostatnich latach życia tworzył pastele.